# グロビン
グロビンは球状タンパク質の一群である。このタンパク質はグロビンフォールドを持っている。グロビンのうち有名なものはミオグロビンとヘモグロビンであり、共にヘムを含んでいるとともに、酸素の運搬に関わる。
グロビンは、ヘムを含んでいる、酸素との結合や運搬に関わっているタンパク質である。多くの生物に存在し、非常にサイズが大きいのが特徴である。

## 例
グロビンタンパク質群をコードしている、ヒトの遺伝子:
- CYGB
- HBA1, HBA2, HBB, HBD, HBE1, HBG1, HBG2, HBM, HBQ1, HBZ, MB

グロビンの例:
- ヘモグロビン (Hb)
- ミオグロビン (Mb)
- ニューログロビン
- サイトグロビン
- エリスロクルオリン
- レグヘモグロビン (legHb)
- 非共生ヘモグロビン (NsHb)
- フラボヘモグロビン (FHb)
- グロビンE
- プロトグロビン
- HbN
- シアノグロビン
- HbO
- Glb3